# Mürringen

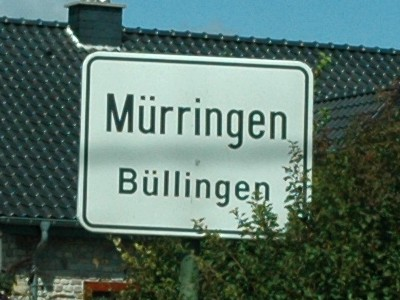

Mürringen (Frans: Murrange) is een dorp in de Duitstalige gemeente Büllingen in de Belgische provincie Luik.

## Beschrijving
Het dorp ligt ongeveer 2,5 km ten oosten van Büllingen, de hoofdplaats van de gemeente. Mürringen, dat in 2008 629 inwoners had, is een van de hoogst gelegen plaatsen van België: het dorp ligt op circa 650 meter boven de zeespiegel.

## Geschiedenis
De naam Mürringen zou afkomstig zijn van castra moerica, een Romeinse versterking uit de eerste eeuwen van de christelijke jaartelling. Men neemt aan dat de plaats werd gesticht in de 5e eeuw n.Chr. In 1301 verkocht Arnold von Reuland de heerlijkheid aan Friedrich von Schleiden en sindsdien behoorde het, tot einde 18e eeuw, tot het Graafschap Schleiden.

## Bezienswaardigheden
- De Sint-Antoniuskerk, een uit 1926 daterende neogotische Sankt-Antoniuskerk, die werd ontworpen door Henry Cunibert.

## Natuur en landschap
In Mürringen ligt het op een na hoogste punt van België (Weisse Stein) met een hoogte van 693,3 m (TAW).

## Nabijgelegen kernen
Büllingen, Krinkelt, Hünningen, Losheimergraben

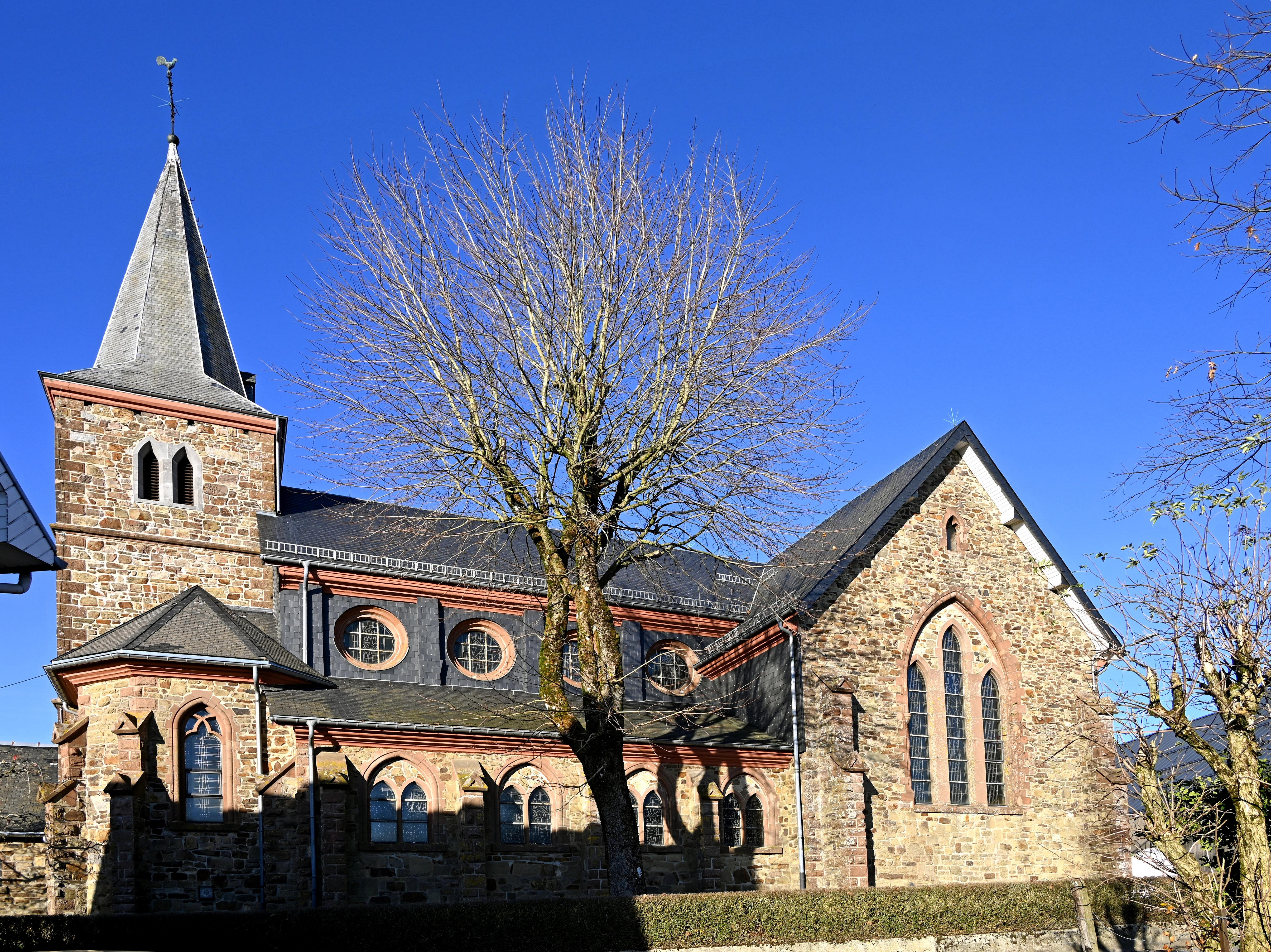
Mürringen, Sint-Antoniuskerk (2002)

Deelgemeenten: Büllingen · Manderfeld · Rocherath

Overige kernen: Afst · Allmuthen · Andler Mühle · Berterath · Buchholz · Eimerscheid · Hasenvenn · Hergersberg · Holzheim · Honsfeld · Hüllscheid · Hünningen · Igelmonder Hof · Igelmondermühle · Kehr · Krewinkel · Krinkelt · Lanzerath · Losheimergraben · Medendorf · Merlscheid · Mürringen · Weckerath · Wirtzfeld

Belgische gemeenten · Duitstalige Gemeenschap · Arrondissement Verviers · Luik · Wallonië